# غردبينة (ديناران)
غردبینة (بالفارسية: گردپینه) هي قرية تقع في إيران في قسم دیناران الريفي. يقدر عدد سكانها بـ 107 نسمة بحسب إحصاء 2016.